# Az ismert sorozat vége
Az ismert sorozat vége (The End of Serialization as We Know It) a South Park című amerikai animációs sorozat 277. része (a 20. évad 10., évadzáró epizódja). Elsőként 2016. december 7-én sugározták az Egyesült Államokban. Magyarországon a magyar Comedy Central 2016. december 15-én mutatta be.
Ebben az epizódban kerül lezárásra a teljes évadon keresztülívelő cselekmény az internetes trollkodásról és az anonimitásról.

## Cselekmény
|  | Alább a cselekmény részletei következnek! |

A Trolltár weboldal negyed órán belül aktiválódik, Garrison elnök pedig nem tud ellene semmit sem tenni. Váratlanul megtudja, hogy kibertámadást indított valaki a Trolltár ellen - nem más, mint Kyle és az összes többi osztálytársa, akik együtt trollkodnak Rihekopó42-ként. A SpaceX főhadiszállásán végül elkészül az energiaforrás, amellyel el lehet jutni a Marsra - Cartman azonban most már úgy látja, hogy Heidi össze akarja törni a szívét, és elkezdi győzködni a SpaceX dolgozóit, hogy az egész projekt csak arról szól, hogy a Marson a nők rabszolgasorban tarthassák a férfiakat, hogy kinyerhessék belőlük a spermájukat és a poénjaikat. Ezt végül ő és Butters is elmondják Elon Musknak azzal, hogy megítélésük szerint a nők lehetnek okosak, de maguktól nem lehetnek viccesek.
Ezalatt LucskosDildó és a többi troll felveszik a kapcsolatot Kyle-lal, és elmondják neki, hogy az apja a "Trevor-axióma" királya. A Trevor-axióma lényege, hogy A személy B-vel trollkodik, de nem a B a lényeg, hanem hogy százakból váltson ki reakciót. többek között C-ből, akinek a "túlzott önelégültsége" vált ki újabb reakciót D-től F-ig, akik nem trollok, de muszáj szembeszállniuk C-vel. Ez újabb embereket háborít fel és hatalmas energia szabadul fel. Garrison megállapítja, hogy őt is így választhatták meg, a Pentagon pedig arra készül, hogy ezt a fajta túlreagálást felerősíti a saját szervereivel, lelőve ezzel az internetet. Közben Geraldnak is sikerül megszöknie, és miután ruhát szerez magának, feljut a Trolltár szervereihez és lekapcsolja a biztosítékokat. Bedrager észreveszi ezt és visszaindul a Trolltárba. Sheila kiszabadul, Kyle és Ike azonban sikeresen megszöknek. Laura Tuckernél kezdi el keresni a fiait, aki el van keseredve amiatt, amit a Trolltáron talált a férjéről. Sheila rákeres Ike-ra, és rájön, hogy nem ő Rihekopó42 - Geraldra azonban nem mer rákeresni. Közben Kyle megtudja, hogy a SpaceX-nél elkészült egy erőforrás, amit talán fel tudnak használni.
Bedrager fegyvert szegez Geraldra, miközben az épület összedől körülöttük. Vitatkozni kezdenek a trollkodás lényegéről: Gerald szerint az nem szatirikus, tehát nem is vicces, ha leleplezik, hogy az emberek másként viselkednek az interneten. Bedrager szerint amitől mindenki fél az interneten, az nem is számít, ami Gerald szerint nihilizmus. Bedrager szerint az elmélete arról, hogy ha pozitív hozzáállással csinálnak valamit, az szatirikus, ha pedig cinikusan, akkor nihilista, nevetséges. Cartman ezalatt bemondja a SpaceX-ben, hogy bombafenyegetést kaptak a NASA-tól, ezért evakuálni kell az épületet. Ezt azonban csak azért csinálja, hogy el tudják terelni Heidi figyelmét, hogy az energiaforrást rákössék a Pentagonra. Gerald végre beismeri, hogy mindketten egyformák: csak kifogást keresnek arra, hogy miért rosszak. Ezután tökönrúgja Bedragert, aki ennek következtében a mélybe zuhan, majd önelégülten vágja utána, hogy amit ő csinál, az igenis vicces.
Az akció sikerrel jár: az internet törlődik és újraindul, a SpaceX pedig a levegőbe repül, amire Cartman annyit mond csak Elon Musknak, hogy "foglalkozzon inkább a kis autóival". Ezután azt mondja Heidinek, hogy "amire egyesek vágynak, az másoknak rémálom", majd mikor Heidi megkérdezi, hogy ezt hogy érti, mérgesen mondja neki, hogy ez egy vicc volt.
MIközben a záró képsorokban láthatjuk, hogy Gerald hazatér a családjához, ahogy Heidi is hazamegy a láthatóan boldogtalan Cartmannel, Mr. Garrison pedig elfoglalja az Ovális Irodát a memóbogyó-hadsereggel, Kyle narrálja a történteket.
|  | „Így hát az élet megy tovább. A civilizáció mégsem ért véget. Egy óriási elektromos impulzus kitörölte az internetet. Kaptunk még egy esélyt, egy tiszta lapot. És amit szégyelltünk, örökre eltűnt. Talán a fiúk és a lányok is újra megtanulják tisztelni egymást. És rájönnek, hogy vigyázni kell az internettel. Mert láttuk, mi történik, ha a Twitter, a Facebook meg a trollok határozzák meg a valóságot. Most, hogy kaptunk még egy esélyt, rajtunk áll, hogy mihez kezdünk vele. ” |
|  | |

Az internet törlődése után elküldött legelső e-mailt egy floridai férfi küldi, aki egy péniszfotóval trollkodta meg a barátját.

## Fordítás
Ez a szócikk részben vagy egészben  a   The End of Serialization as We Know It című angol Wikipédia-szócikk ezen változatának fordításán alapul.  Az eredeti cikk szerkesztőit annak laptörténete sorolja fel. Ez a jelzés csupán a megfogalmazás eredetét és a szerzői jogokat jelzi, nem szolgál a cikkben szereplő információk forrásmegjelöléseként.